# Saint-Avaugourd-des-Landes
Saint-Avaugourd-des-Landes è un comune francese di 937 abitanti situato nel dipartimento della Vandea nella regione dei Paesi della Loira.

## Società

### Evoluzione demografica
Abitanti censiti